# 巴哈馬群島倣鯨魚
巴哈馬群島倣鯨魚為輻鰭魚綱鯨頭魚目仿鯨科的其中一種，分布於中西大西洋的巴哈馬群島海域，屬深海魚類，棲息深度1050-1100公尺。